# Ben van Dorst
Bernardus (Ben) van Dorst (Barneveld, 16 januari 1907 - Helmond, 23 september 1944) was een Nederlands technisch ambtenaar bij het waterschap Stroomgebied de Aa (huidige Waterschap Aa en Maas) te Helmond en verzetsstrijder in de Tweede Wereldoorlog.

## Levensloop

### Jeugd en opleiding
Van Dorst werd geboren uit het huwelijk van Willem Marinus van Dorst, machinist bij de NCS en waarnemend depotchef in Barneveld, en Heiltje Schok.
Hij groeide op in een harmonieus vrijzinnig-protestants gezin.
Te Utrecht aan de MTS (huidige Hogeschool Utrecht) studeerde hij weg- en waterbouw.

### Periode tot aan de Tweede Wereldoorlog
Na zijn opleiding werd hij waterbouwkundige eerst te Maastricht en later te Almelo.
In 1929 werd hij aangesteld als technisch ambtenaar bij het waterschap Aa en gestationeerd te Helmond.
In 1934 werd hij een van de eerste leden van het nieuw leven ingeblazen Rode Kruis afd. Helmond en direct benoemd tot een van de ploegcommandanten van de transportcolonne. In 1935 volgde zijn benoeming tot administrateur van de transportcolonne.
Op 12 mei 1937 trouwde hij in Helmond met de op 22 maart 1913 in Tilburg geboren Johanna Theodora Catharina van der Meulen.

### Periode 1940-1944
In mei 1940 nam hij als sergeant-majoor in het Korps Mariniers deel aan de strijd om de Maasbruggen in Rotterdam. Teruggekomen in Helmond nam hij het Rode Kruiswerk weer ter hand. 
Eind 1941 werd hij benoemd tot reservecommandant van de transportcolonne. 
Omdat hij vanwege zijn beroep van de bezetter toestemming had gekregen om met zijn motor door de Peel te rijden, werd hij door de Albrechtgroep benaderd om inlichtingen te vergaren over het militaire apparaat van de bezetter in dit gebied. De groep had een uitgebreid net van koeriers en zelfs een eigen telefoonnet dat gebruik maakte van de telefoonnetten van de provinciale elektriciteitsmaatschappijen. De inlichtingen waren van grote waarde voor de geallieerden. Daardoor besloten zij om de hoofdaanval niet op Helmond in te zetten.
Als lid van de KP-Bakel heeft van Dorst deelgenomen aan diverse acties in Helmond en omstreken. Op 26 juli 1944 werd hij benoemd tot voorlopig leider van de transportkolonne van het Rode Kruis en adviseur van het bestuur.
Begin september 1944 vielen er ten gevolge van oorlogshandelingen in en rond Helmond diverse doden en gewonden waarbij onder zijn leiding het Rode Kruis actief hulp verleende. Tevens werden diverse patiënten geëvacueerd. Op 20 september werd hij op de Bakelsedijk rijdend op zijn fiets en voorzien van een Rode Kruis armband, beschoten door een Duitse soldaat, die achter een boom stond.
Op vrijdag 22 september werd de laatste brug over de Zuid-Willemsvaart opgeblazen en werd de verbinding tussen het oostelijk en westelijk deel van Helmond verbroken. Diezelfde dag werd het westelijk deel van Helmond bevrijd door de 11de Pantserdivisie van het 8e Britse Legerkorps.
Op 23 september kwam Van Dorst met de Rode Kruisvlag in zijn hand bij het bergen van een overleden stadsgenoot door Duits machinegeweervuur op 37-jarige leeftijd om het leven.
Op 27 september werd hij met Rode Kruiseer begraven op het kerkhof aan de Hortsedijk te Helmond. Zijn graf heeft de officiële status van oorlogsgraf en staat onder beheer van de Nederlandse Oorlogsgravenstichting.

## Wetenswaardigheden
- De Ben van Dorststraat in Helmond is naar hem genoemd.
- In maart 2023 werd een fotoalbum van Van Dorst met foto's van de kanalisatie van de Aa door de zoon van Van Dorst overhandigd aan het waterschap Aa en Maas.[1]

## Decoraties
- Kruis van Verdienste van het Nederlandse Rode Kruis
- Kruis van Verdienste
- Bronzen legpenning van het Kasteel-Raadhuis te Helmond

1. ↑  Waterschap Aa en Maas, Zoon van verzetsheld en oud-medewerker van Aa en Maas overhandigt fotoboek met kanalisatie van de Aa. Waterschap Aa en Maas (22 maart 2023). Geraadpleegd op 28 oktober 2023.